# Biedne istoty
Biedne istoty (ang. Poor Things) – brytyjsko-irlandzko-amerykański film fabularny z 2023 roku w reżyserii Jorgosa Lantimosa, zrealizowany na podstawie książki Alasdaira Graya o tym samym tytule. W rolach głównych wystąpili w nim Emma Stone, Mark Ruffalo, Willem Dafoe, Ramy Youssef, Christopher Abbot i Jerrod Carmichael.
Premiera filmu miała miejsce 1 września 2023 roku w konkursie głównym podczas 80. MFF w Wenecji, gdzie obraz zdobył główną nagrodę Złotego Lwa. W Stanach Zjednoczonych film miał swoją premierę 8 grudnia 2023 roku, w Wielkiej Brytanii i Irlandii – 12 stycznia 2024 nakładem Searchlight Pictures, a w Polsce – 19 stycznia 2024 roku.
Film zyskał uznanie krytyków, szczególnie za reżyserię i główne role, został też uznany za jeden z 10 najlepszych filmów 2023 roku przez Amerykański Instytut Filmowy i National Board of Review. Film dostał także 11 nominacji zarówno na 77. ceremonii wręczenia nagród Brytyjskiej Akademii Filmowej, jak i 96. ceremonii wręczenia Oscarów, w tym za najlepszy film roku. Podczas 81. ceremonii wręczenia Złotych Globów Biedne istoty uhonorowano nagrodami za najlepszy film komediowy lub musical oraz najlepszą rolę żeńską dla Emmy Stone. Otrzymał także cztery statuetki Oscara: za najlepszą charakteryzację, scenografię i kostiumy oraz dla najlepszej aktorki pierwszoplanowej – Emmy Stone.

## Fabuła
Fabuła skupia się na Belli Baxter (Emma Stone), młodej kobiecie mieszkającej w Londynie z epoki wiktoriańskiej, która po brutalnym wskrzeszeniu przez genialnego naukowca doktora Godwina Baxtera (Willem Dafoe) po jej samobójstwie, ucieka z rozpustnym prawnikiem Duncanem Wedderburnem (Mark Ruffalo), aby wyruszyć w odyseję samopoznania i wyzwolenia seksualnego. Wolna od uprzedzeń swoich czasów, Bella z determinacją dąży do celu, jakim jest walka o równość i niezależność.

## Obsada
- Emma Stone jako Bella Baxter / Victoria Blessington
- Mark Ruffalo jako Duncan Wedderburn
- Willem Dafoe jako dr Godwin Baxter
- Ramy Youssef jako Max McCandles
- Christopher Abbott jako Alfie Blessington
- Kathryn Hunter jako Swiney
- Jerrod Carmichael jako Harry Astley
- Hanna Schygulla jako Martha Von Kurtzroc
- Margaret Qualley jako Felicity
- Vicki Pepperdine jako pani Prim
- Suzy Bemba jako Toinette
- Keeley Forsyth jako Alison, pokojówka Alfiego
- John Locke jako David, lokaj Alfiego
- Kate Handford jako Kitty
- Owen Good jako Gerald
- Damien Bonnard jako ojciec
- Tom Stourton jako Steward
- Wayne Brett jako ksiądz[12][13][14]

## Produkcja

### Rozwój

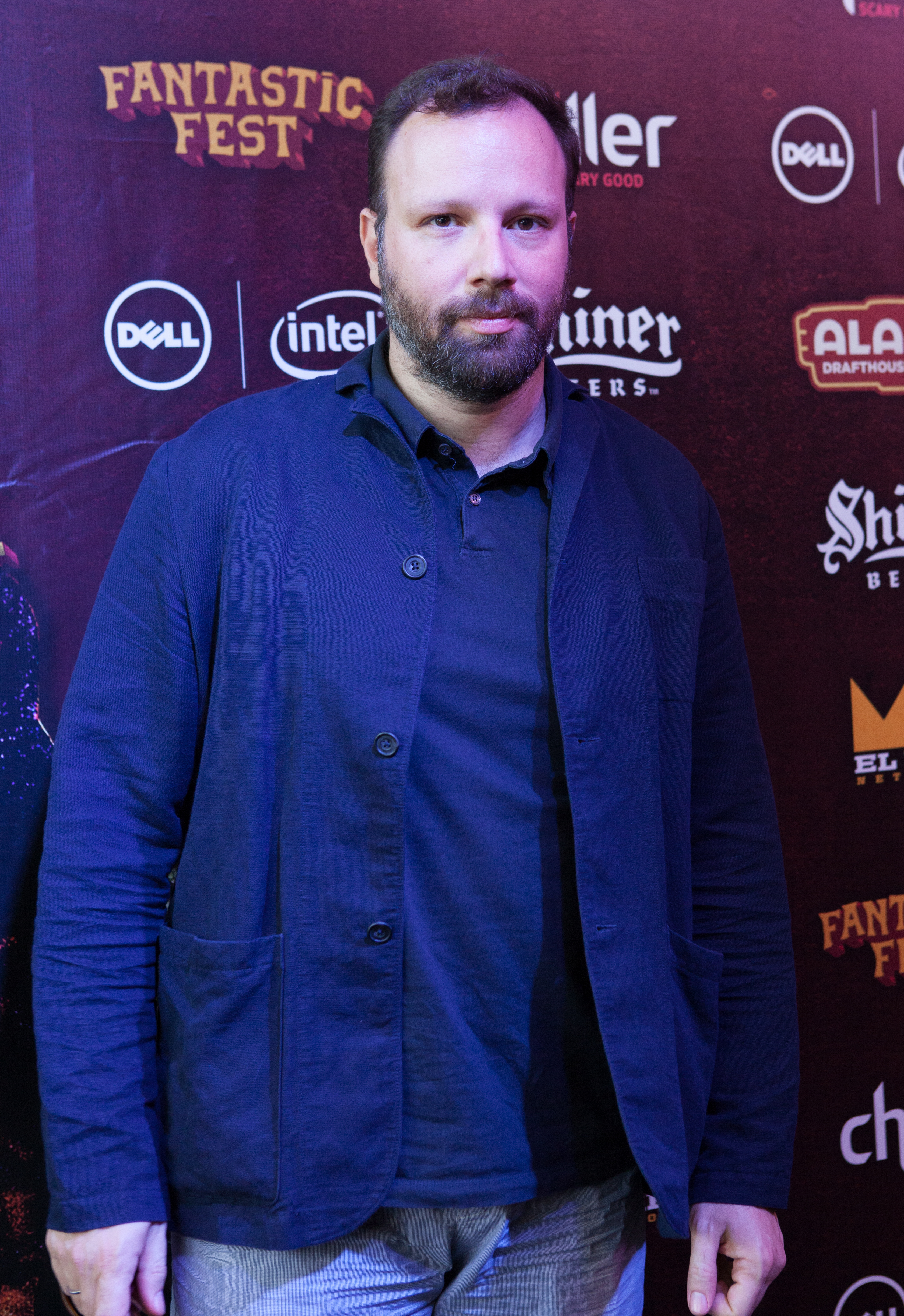
Reżyser Biednych istot, Jorgos Lantimos

Produkowany przez Film4 Productions, Element Pictures, TSG Entertainment i Searchlight Pictures, rozwój filmu rozpoczął się na początku 2009 roku, gdy Lantimos pojechał do Szkocji, aby porozmawiać z autorem Biednych istot, Alasdairem Grayem, o nabyciu praw do jego książki. Lantimos powiedział, że Gray oprowadził go po Glasgow, gdzie pokazał kilka miejsc, które uwzględnił w swojej historii.
Podczas kręcenia filmu Faworyta (2018) Lantimos powrócił do projektu, dyskutując o tym z Emmą Stone, która grała jedną z ważniejszych rol w tym filmie. Po sukcesie Faworyty, Lantimos aktywniej rozwijał Biedne istoty. Przygotowując film, Lanthimos i Stone współpracowali ze sobą przy filmie krótkometrażowym Bleat (2022).

### Preprodukcja
Biedne istoty zostały oficjalnie zapowiedziane w lutym 2021 roku. Lanthimos czuł, że ponowna współpraca z Emmą Stone dała mu przewagę przy produkcji, ponieważ rozwinęli wzajemne zaufanie. Stone opowiadała także, jak różnił się proces tworzenia Biednych istot w porównaniu do Faworyty, ponieważ pełniła także rolę producentki.

### Zdjęcia
Okres zdjęciowy miał miejsce w Węgrzech i rozpoczął się w sierpniu 2021 roku w Origo Studios w Budapeszcie, a zakończył się w grudniu. Jest to pierwszy film pełnometrażowy, który został częściowo nakręcony na taśmie pozytywowej 35 mm Ektachrome firmy Kodak.

### Inspiracje
Według operatora Robbiego Ryana głównym źródłem inspiracji dla wszystkich, którzy kręcili ten film, był Drakula z 1992 roku w reżyserii Francisa Forda Coppoli. Inne filmy, które wywarły na nim duży wpływ, to Czarny narcyz Michaela Powella i Emerica Pressburgera, A statek płynie Federica Felliniego oraz kilka filmów Roya Anderssona.

### Kostiumy
Lanthimos blisko współpracował z projektantką kostiumów Holly Waddington, aby odzwierciedlić rozwój Belli poprzez jej garderobę, od puszystych sylwetek z dzieciństwa po niemal gorsetową suknię, którą nosi w kulminacyjnym momencie filmu.

### Muzyka
Oryginalną muzykę do filmu skomponował muzyk popowy Jerskin Fendrix w swoim debiucie jako kompozycja fabularna. Album ze ścieżką dźwiękową został wydany przez Milan Records w związku z datą premiery filmu, czyli 8 grudnia 2023 roku. Dwa single – „Bella” i „Lisbon” – ukazały się 14 listopada.

## Premiera
Biedne istoty miały swoją premierę podczas 80. Międzynarodowego Festiwalu Filmwego w Wenecji 1 września 2023 roku, były też pokazane na Festiwalu Filmowym w Telluride, Festiwalu Filmowym w Nowym Jorku, Festiwalu Filmowym w Londynie,                                        Międzynarodowym Festiwalu Filmowym w Busan i Festiwalu Filmowym w Sitges. Film miał premierę nakładem Searchlight Pictures w Stanach Zjednoczonych 8 grudnia 2023. W Wielkiej Brytanii, a także Irlandii film zadebiutował 12 stycznia 2024 roku. Pierwotnie miał być wydany 1 września 2023 roku, jednak został opóźniony z powodu strajku aktorów. W Polsce, premiera odbyła się 19 stycznia 2024 roku.

## Odbiór

### Box office
W weekend otwarcia, film zarobił 644 000 dolarów w dziewięciu kinach – średnio 71 556 dolarów na salę (trzeci najlepszy wynik w 2023 roku). W następny weekend film zarobił 2,2 miliona dolarów i trafił do 82 kin, zajmując 10. miejsce. W trzeci weekend film zarobił 2,4 miliona dolarów w 800 kinach.